# Sesc Pinheiros
O Sesc Pinheiros é um centro de cultura e lazer localizado na cidade de São Paulo. Pertence a instituição brasileira privada do Serviço Social do Comércio (Sesc). Projetado pelo arquiteto Miguel Juliano, foi inaugurado em setembro de 2004, e possui 35,259 m² de área construída. O Teatro Paulo Autran, que fica no local, tem capacidade para 1,010 pessoas.
Em 2014, a Folha de S.Paulo divulgou o resultado da avaliação feita pela equipe do jornal ao visitar os sessenta maiores teatros da cidade de São Paulo. O teatro do local foi premiado com quatro estrelas, "bom", com o consenso: "O teatro do Sesc Pinheiros recebe shows e espetáculos, muitos deles estrangeiros — nesses casos, as legendas são projetadas geralmente na parte superior do palco (ótimo para quem fica no mezanino, mas péssimo para quem está nas primeiras fileiras da plateia, que não vê nada ou sai de lá com torcicolo). No entanto, os assentos são confortáveis, o espaçamento entre as poltronas é suficiente e a visão é boa de todos os lugares."
Em 2017, o teatro foi eleito como o espaço com melhor programação cultural da cidade de São Paulo, pelo Guia da Folha (Folha de S.Paulo).